# Jochen Neerpasch

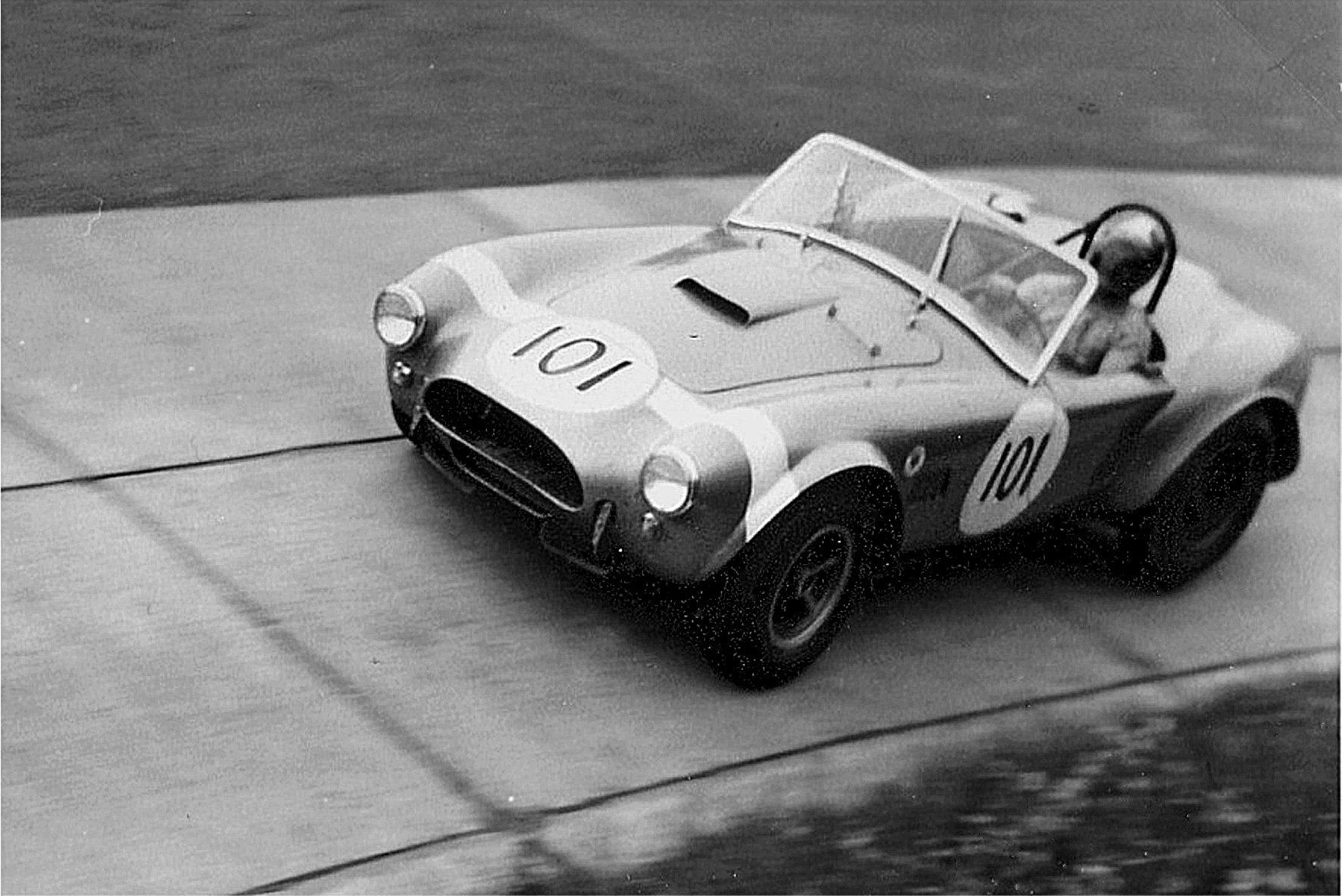
Neerpasch nel 1964 a bordo di una Shelby Cobra

Jochen Neerpasch (Krefeld, 23 marzo 1939) è un pilota automobilistico, dirigente sportivo e imprenditore tedesco, che ha partecipato a 5 edizioni consecutive della 24 ore di Le Mans (1964-1968) arrivando terzo assoluto nel 1968, vincitore della 24 ore di Daytona 1968 e fondatore nel 1972 del reparto sportivo BMW M.

## Carriera
La sua carriera agonistica iniziò negli anni '60, prima su una Borgward, per poi esordire alla 24 Ore di Le Mans del 1964. Nel 1968 a bordo di una Porsche 907, vinse la 24 Ore di Daytona. Nello stesso anno dopo aver ottenuto un terzo posto a Le Mans, si ritirò dalle corse.
Negli anni '70 divenne manager e dirigente sportivo in varie scuderie militanti nella Deutsche Rennsport Meisterschaft e nell'European Touring Car Championship. Inizialmente gestì e diresse il reparto sportivo europeo della Ford RS, per poi passare nel 1972 insieme a Hans-Joachim Stuck in BMW, per fondare la scuderia BMW M.
Negli anni '80, Neerpasch passò a capo della Sauber-Mercedes, vincendo la 24 Ore di Le Mans nel 1989.

## Palmarès
- 24 ore di Daytona: 1
1968 su Porsche 907